# Рдесник дрібний
Рдесник дрібний, Рдесник маленький (Potamogeton pusillus) — вид водних трав'янистих рослин родини рдесникові (Potamogetonaceae). Етимологія: лат. pusillus — «малесенький».

## Опис
Кореневища відсутні. Стебла лише злегка стислі, без плям, 18–150 см. Листки всі занурені, лінійні, як правило, 20–50 мм довжиною і 0,5–1,4(1,9) мм завширшки, гострі або тупі й гострі на верхівці, 3(-5)-жильні, від блідо-зеленого до оливково-зеленого кольору, зрідка дещо червонуваті. Суцвіття — нерозгалужені китиці з 3–6 квіток, занурені або не занурені, 0.5–6.2(-6,6) см. Плоди сидячі, 1.8–2.3 мм, від яйцеподібної до оберненояйцеподібної форми, від зеленого до коричневого кольору. 2n = 26, 28.

## Поширення
Має майже космополітичне поширення: зростає майже по всій Європі (крім Кавказу й Прикавказзя), через територію Росії до Японії, Корейського півострова, Китаю й через Філіппіни до Папуа-Нової Гвінеї; розкидано трапляється в Центральній і Південно-Східній Азії; в Африці трапляється на північ і на південь від Сахари і більш-менш по всій Америці, окрім Гренландії. Рослина відсутня в Австралії, Новій Зеландії й на островах у Тихому та Індійському океанах. Населяє озера і водосховища, ставки, канали, річки, струмки; живе в стоячій або повільно проточній прісній воді. Це низовинна рослина з вираженою перевагою до високих рівнів поживних речовин. Рослина має деякі лікувальні властивості.

## Галерея

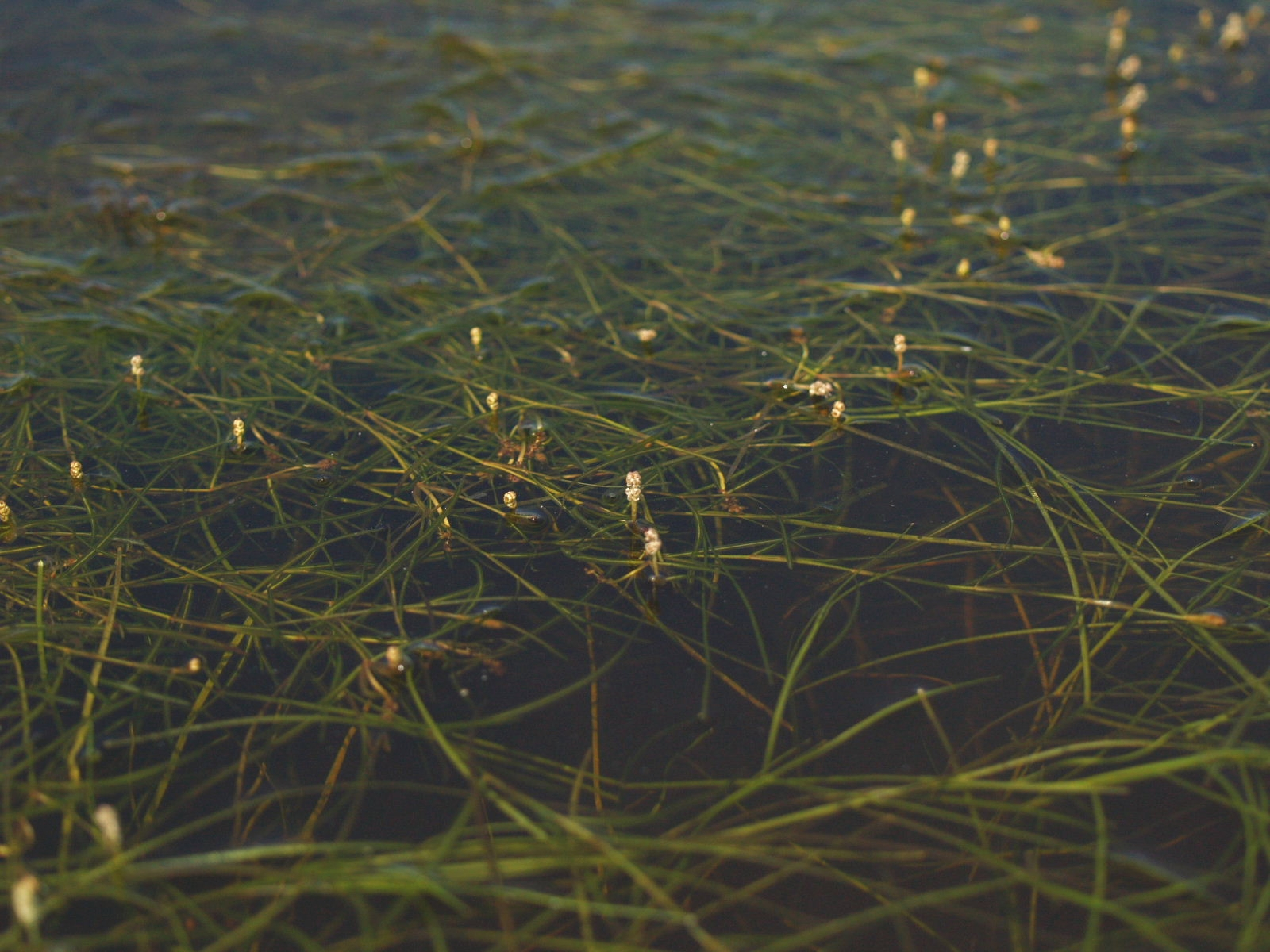
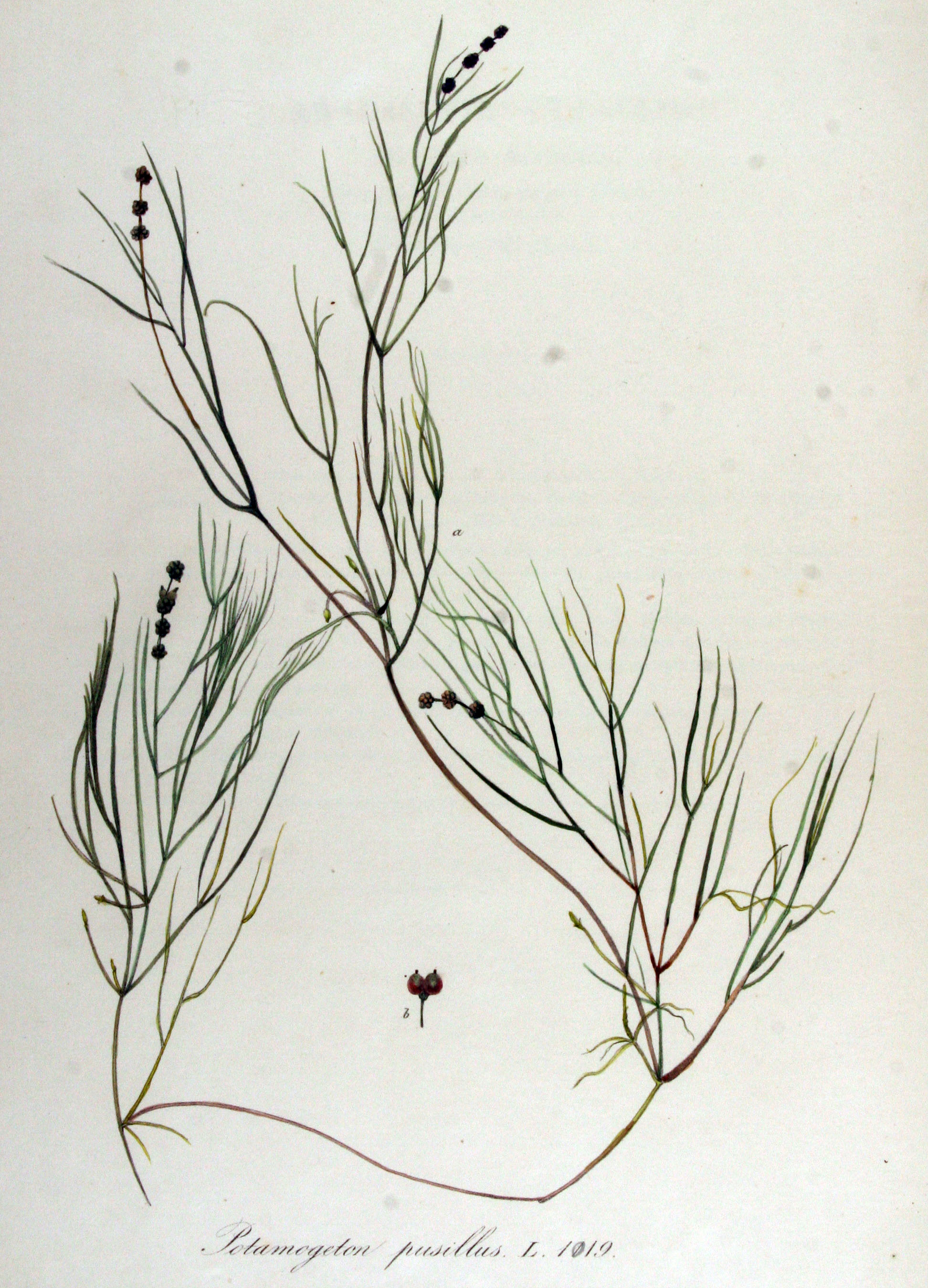
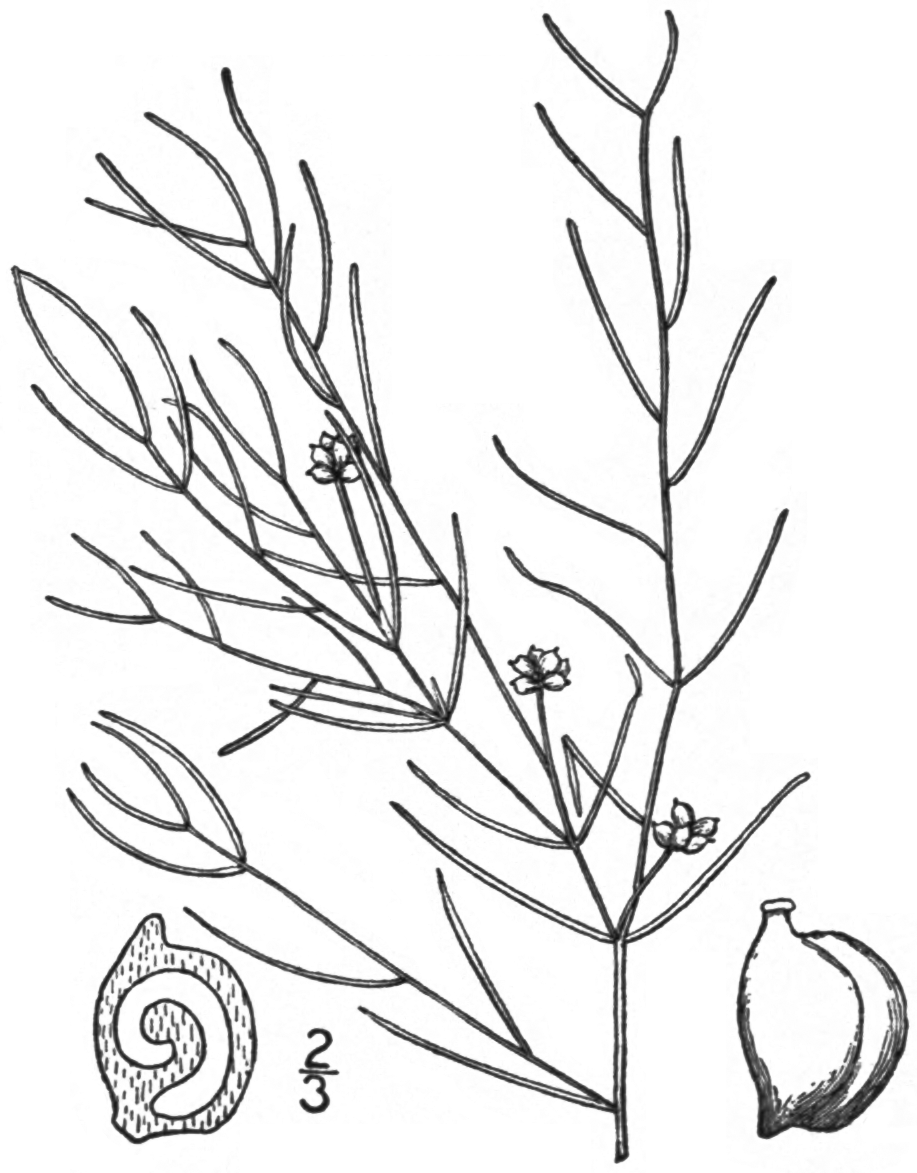